# Faraid Head
Faraid Head är en udde i Storbritannien.   Den ligger i kommunen Highland och riksdelen Skottland, i den norra delen av landet, 800 km norr om huvudstaden London.
Terrängen inåt land är huvudsakligen kuperad, men den allra närmaste omgivningen är platt. Havet är nära Faraid Head åt nordost. Trakten runt Faraid Head är nära nog obefolkad, med mindre än två invånare per kvadratkilometer. Närmaste större samhälle är Durness, 4,2 km söder om Faraid Head. Trakten runt Faraid Head består i huvudsak av gräsmarker.